# Otse
Otse – miasto w Botswanie, w dystrykcie South East. W 2008 liczyło 7 153 mieszkańców.